# Economía de Turquía
La economía de Turquía es de mercado emergente según la definición del Fondo Monetario Internacional (FMI). El país tiene el 20.º PIB nominal más grande a nivel mundial. Turquía también ha sido definido por economistas y politólogos como uno de los países recientemente industrializados. 
Los sectores servicios e industrial de la economía turca están modernizándose rápidamente, pero su agricultura tradicional aún es responsable del 25% del empleo. El país se encuentra entre los principales productores mundiales de textiles, vehículos de motor, barcos y otros vehículos de transporte, productos agrícolas, electrónica y artefactos para el hogar. La economía dinámica de Turquía es una mezcla compleja de servicios, industria moderna y agricultura. Posee un sector privado en estado de crecimiento rápido y el Estado juega un papel cada vez menos considerable en la industria, actividades bancarias, transporte y comunicaciones.
En 2017, la industria más importante de Turquía y su principal producto de exportación fueron los vehículos de motor y productos eléctricos y electrónicos así como los textiles, alimentos y productos químicos.

## Historia

### Desde 1990
El crecimiento del PIB real de Turquía ha excedido el 6% durante varios años, pero su fuerte expansión ha sido interrumpida por agudos declives en 1994, 1998 y 2001. Mientras tanto, el déficit fiscal ha excedido regularmente el 10% de PIB —debido en gran medida a la fuerte presión sobre pagos de intereses, lo cual en 2001 concentró más del 50% del gasto central del gobierno— mientras que la inflación se ha mantenido en el rango elevado de dos dígitos.
Las inversiones extranjeras directas en Turquía se mantuvieron relativamente bajas (menos de 1 billón de dólares estadounidenses al año). A finales del año 2000 y comienzos del 2001, un creciente déficit comercial y serias inestabilidades en el sector bancario hundieron la economía en una crisis, la cual forzó a Ankara a reflotar la lira y empujar el país hacia una recesión. Los resultados hacia el 2002 fueron positivos, en parte gracias al apoyo económico del FMI. 
Los préstamos del Fondo Monetario Internacional destinados a ambiciosos planes de reformas económicas, permitieron a Turquía estabilizar las tasas de interés así como su divisa. En 2002 y 2003, las reformas comenzaron a mostrar resultados. A excepción de un período agitado del mercado, previo a la guerra de Irak, la inflación y las tasas de interés han bajado considerablemente, la divisa se ha estabilizado, y la confianza ha comenzado a recuperarse. La economía de Turquía creció un promedio del 7.5 % por año a partir de 2002 y hasta 2005, una de las tasas sostenidas más elevadas de crecimiento del mundo, rivalizando con países como China e India. 
La inflación y las tasas de interés han bajado ostensiblemente, la divisa se ha estabilizado (a pesar del alza de la paridad euro-lira turca desde abril de 2006), la deuda pública ha disminuido a niveles más soportables, y el negocio y la confianza del consumidor han regresado. 
Al mismo tiempo, su economía en auge y las grandes afluencias de inversión han contribuido a un déficit creciente de la cuenta corriente en la república de Turquía. Aunque las vulnerabilidades económicas de Turquía hayan sido enormemente reducidas, la economía todavía podría afrontar problemas, como en caso de que haya un cambio repentino del sentimiento del inversionista, que conduzca a una caída aguda en los tipos de cambio. 

## Comercio exterior
En 2022, el país fue el trigésimo exportador más grande del mundo (US $ 171.000 millones en bienes, 0,9% del total mundial). En la suma de bienes y servicios exportados, alcanza los US $ 247,1 mil millones y se ubica en el puesto 26 a nivel mundial. En términos de importaciones, en 2019 fue el 24º mayor importador del mundo: 200.600 millones de dólares.

## Sector primario

### Agricultura
En 2022, Turquía:

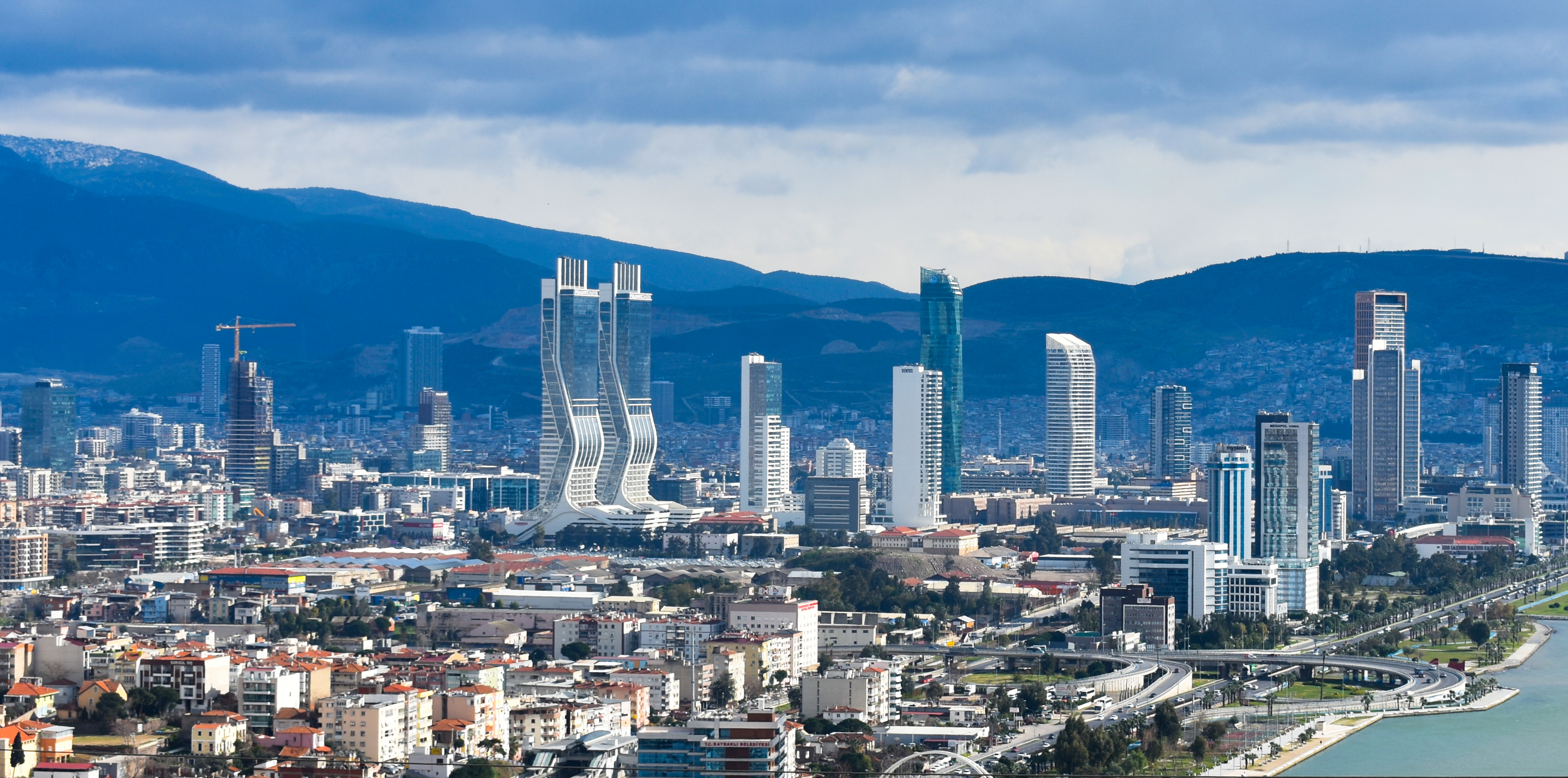
Esmirna es la tercera ciudad turca en población, después de Estambul y Ankara.

- Fue el décimo productor mundial de trigo (20 millones de toneladas);
- Fue el quinto mayor productor mundial de remolacha azucarera (18,9 millones de toneladas), que sirve para producir azúcar y etanol;
- Fue el cuarto productor mundial de tomates (12,1 millones de toneladas);
- Fue el octavo productor mundial de cebada (7 millones de toneladas);
- Fue el vigésimo productor mundial de patata (4,5 millones de toneladas);
- Fue el tercer productor mundial de sandía (4 millones de toneladas), solo superado por China e Irán;
- Fue el sexto productor mundial de uva (3,9 millones de toneladas);
- Fue el cuarto productor mundial de manzana (3,6 millones de toneladas), solo superado por China, Estados Unidos y Polonia;
- Fue el sexto productor mundial de algodón (2,5 millones de toneladas);
- Fue el séptimo productor mundial de girasol (1,9 millones de toneladas);
- Fue el séptimo productor mundial de cebolla (1,9 millones de toneladas);
- Fue el noveno productor mundial de naranja (1,9 millones de toneladas);
- Fue el segundo productor mundial de melón (1,7 millones de toneladas), solo superado por China;
- Fue el cuarto productor mundial de aceitunas (1,5 millones de toneladas), solo superado por España, Italia y Marruecos;
- Fue el sexto productor mundial de limón (1,1 millones de toneladas);
- Fue el quinto productor mundial de melocoton (789 mil toneladas);
- Fue el mayor productor mundial de albaricoque (750 mil toneladas);
- Fue el quinto productor mundial de pera (519 mil toneladas);
- Fue el quinto productor mundial de fresa (440 mil toneladas);
- Fue el noveno productor mundial de centeno (320 mil toneladas);
- Fue el mayor productor mundial de higo (306 mil toneladas);
- Fue el sexto productor mundial de ciruela (296 mil toneladas);
- Fue el quinto productor mundial de té (270 mil toneladas);
- Fue el tercer productor mundial de pistacho (240 mil toneladas), perdiendo solo ante Irán y Estados Unidos;
- Fue el cuarto productor mundial de nuez (215 mil toneladas);
- Fue el mayor productor mundial de membrillo (176 mil toneladas);
- Produjo 5,7 millones de toneladas de maíz;
- Produjo 940 mil toneladas de arroz;

Además de producciones más pequeñas de otros productos agrícolas.

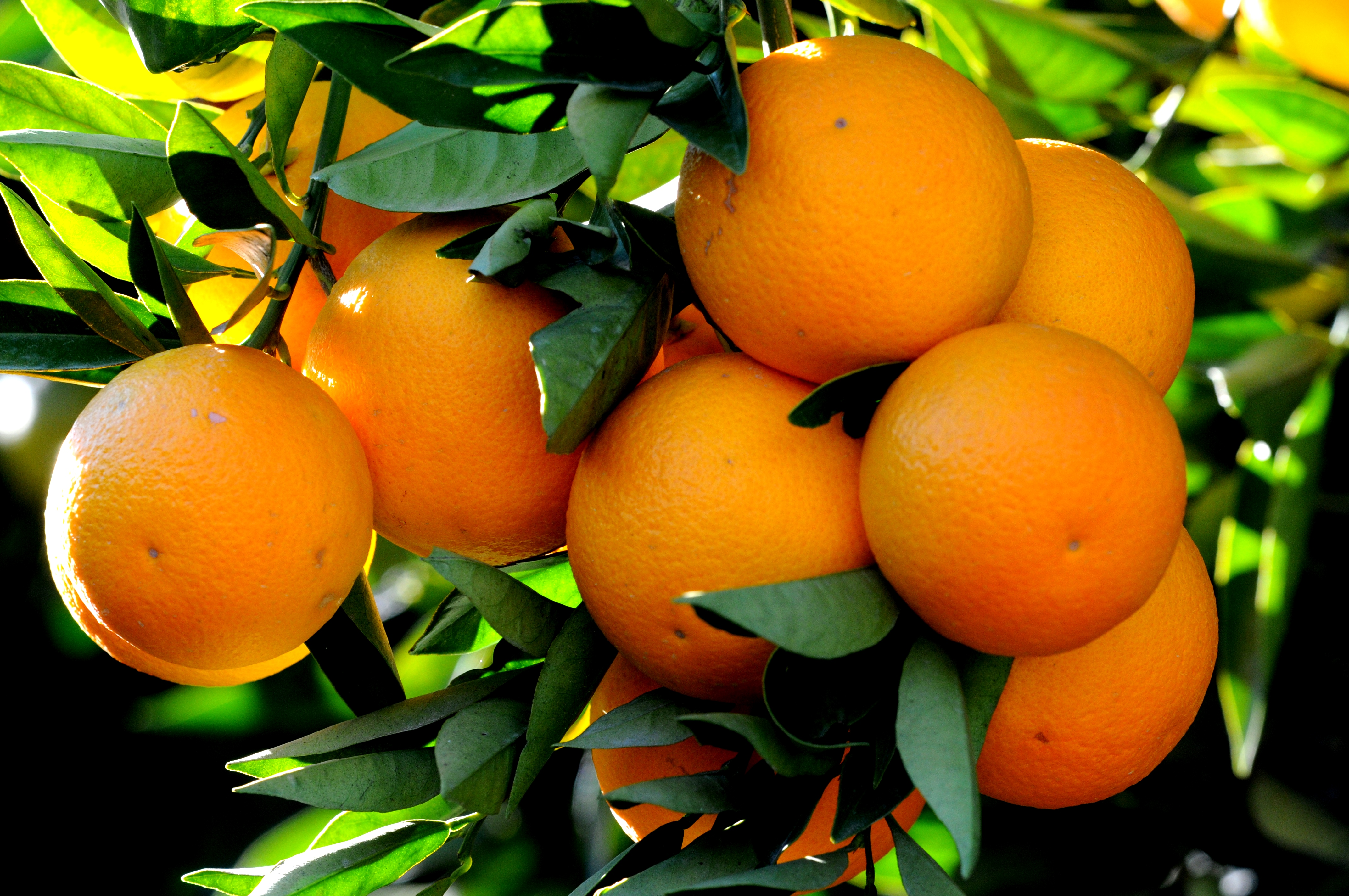
Naranjas de Adana
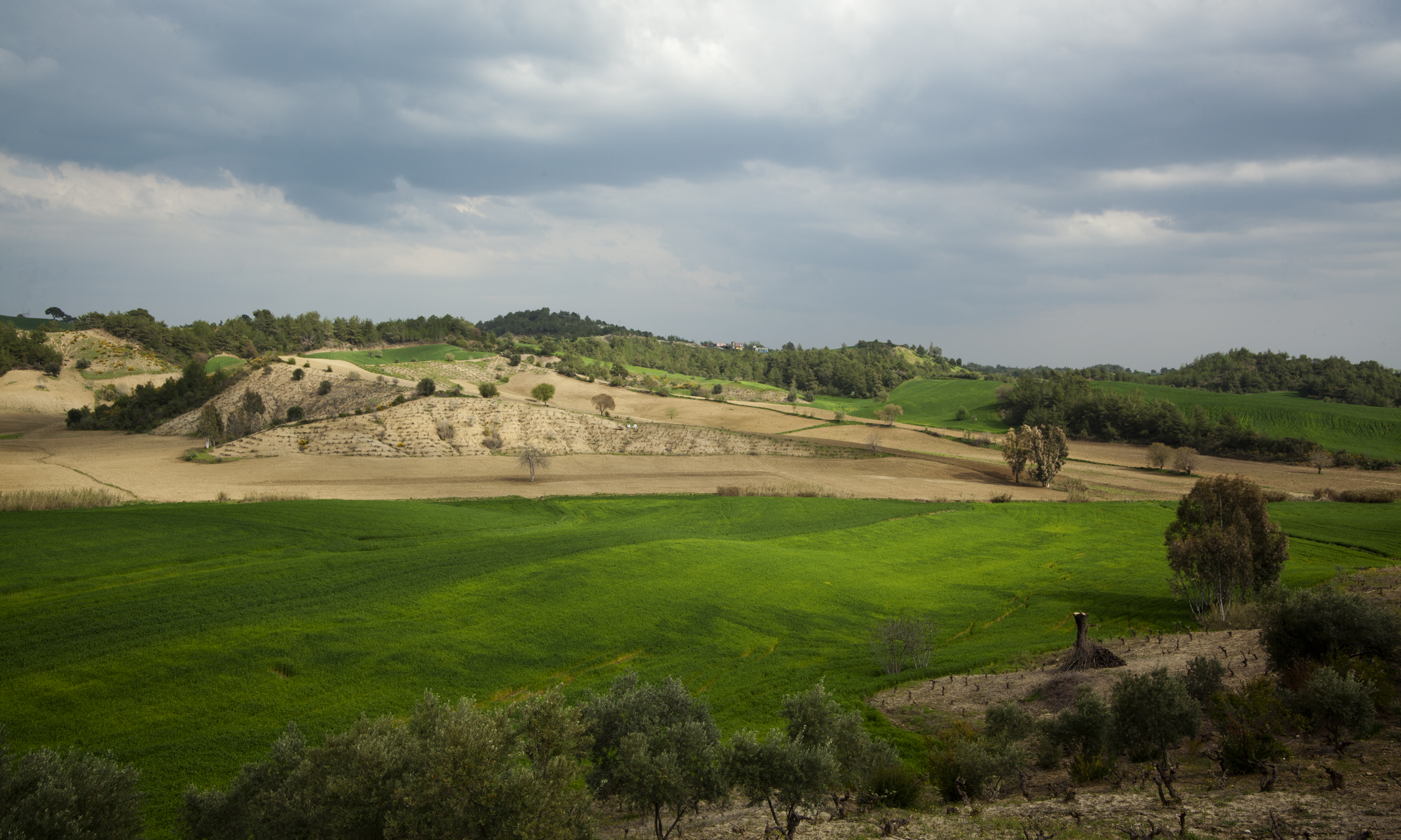
Olivos en Turquía
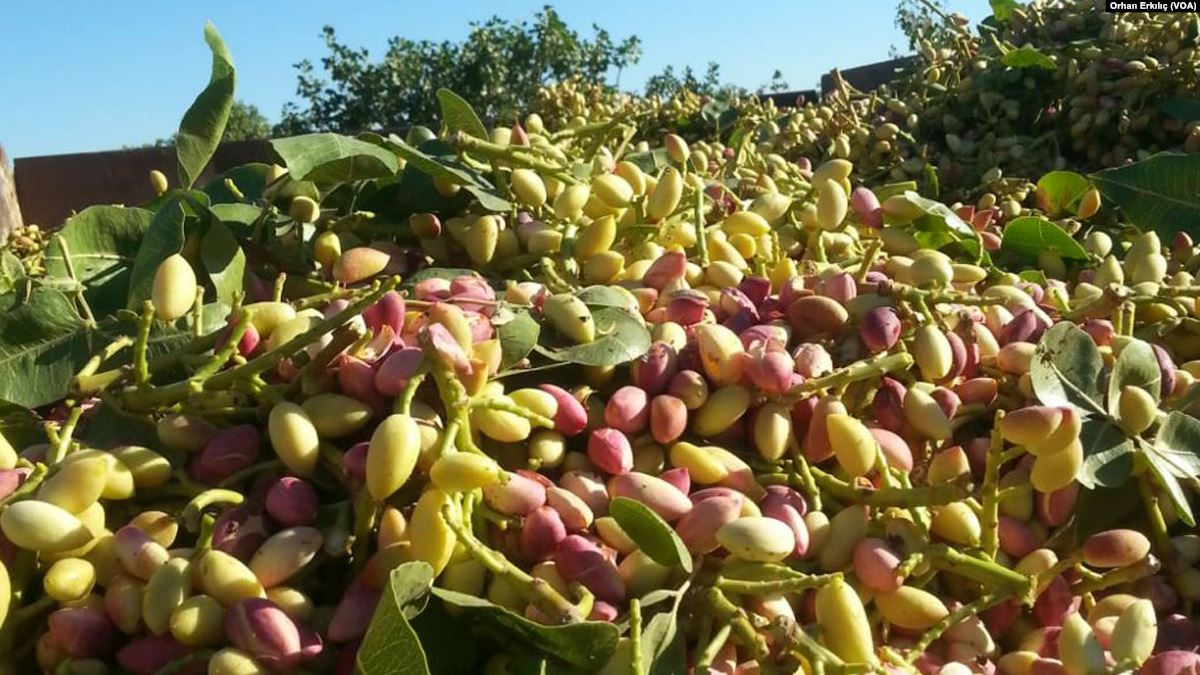
Pistacho en Gaziantep
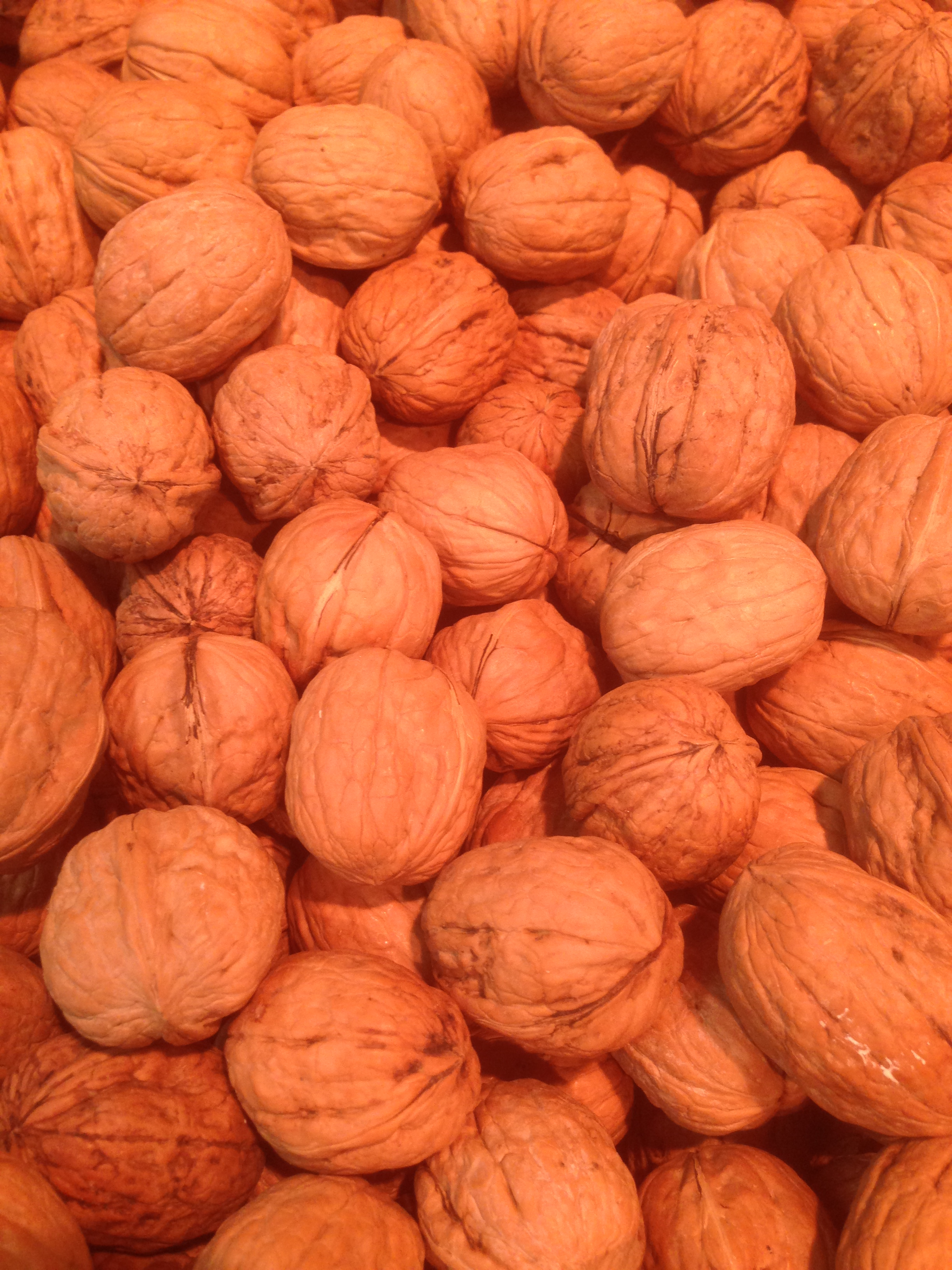
Nueces turcas
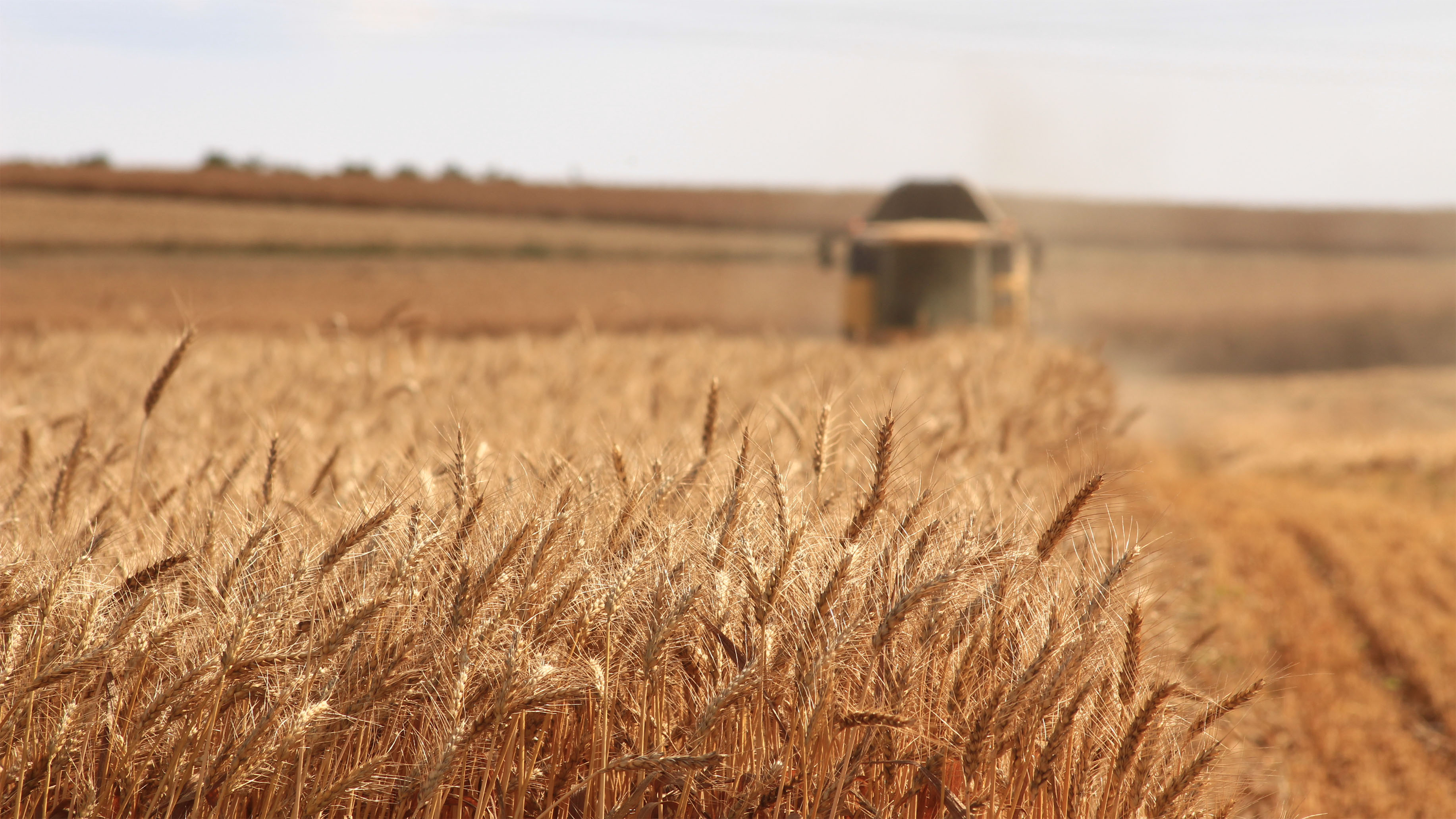
Trigo turco.
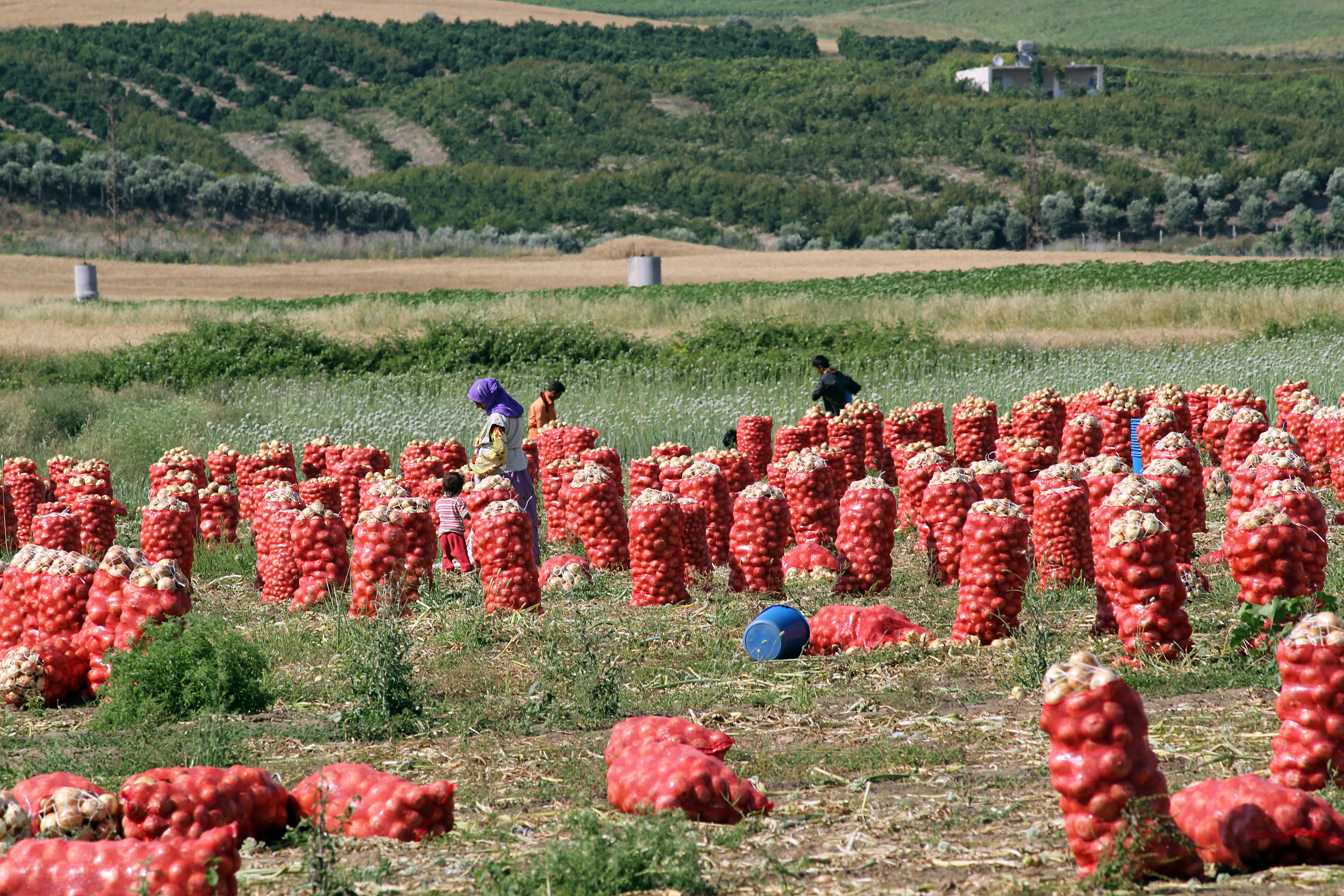
Cebollas turcas.
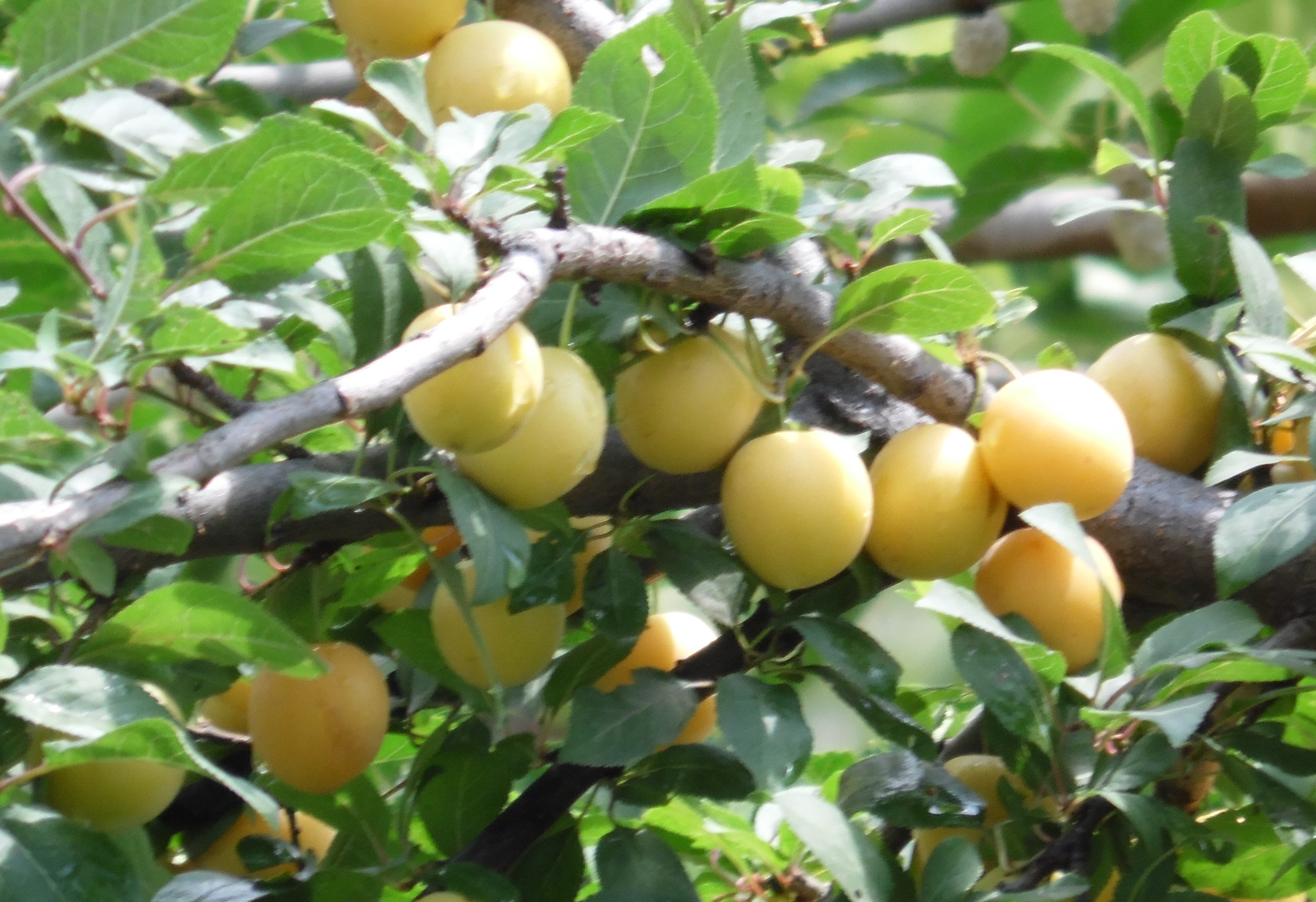
Ciruelas de Iğdır.]]

### Ganadería
En 2018, Turquía fue el segundo productor mundial de miel (114,1 mil toneladas); el décimo productor mundial de carne de pollo (2,1 millones de toneladas); el undécimo productor mundial de carne de vacuno (1 millón de toneladas); el noveno productor mundial de leche de vaca (20 mil millones de litros); entre otros. El país es el quinto productor mundial de lana.

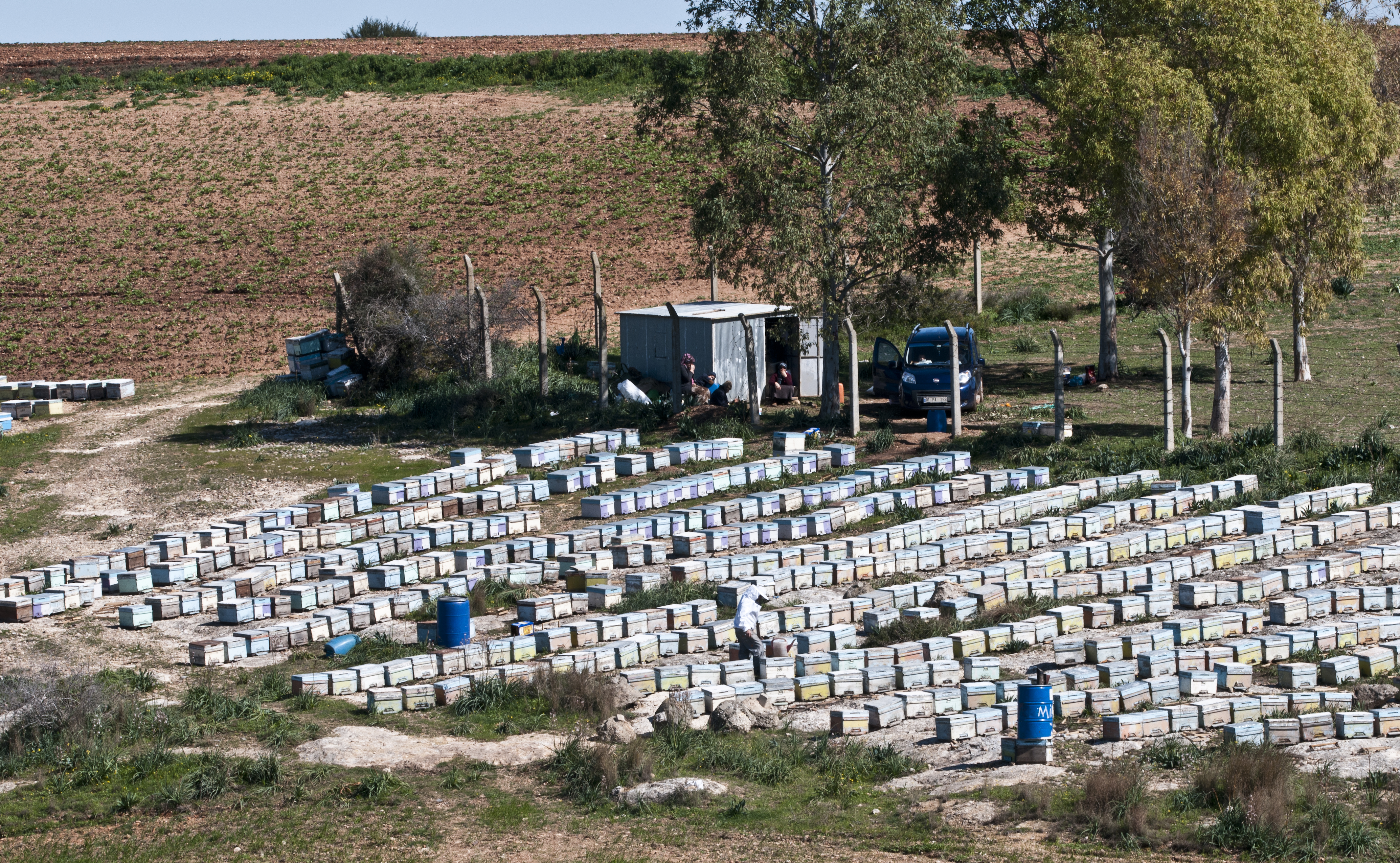
Producción de miel en Adana
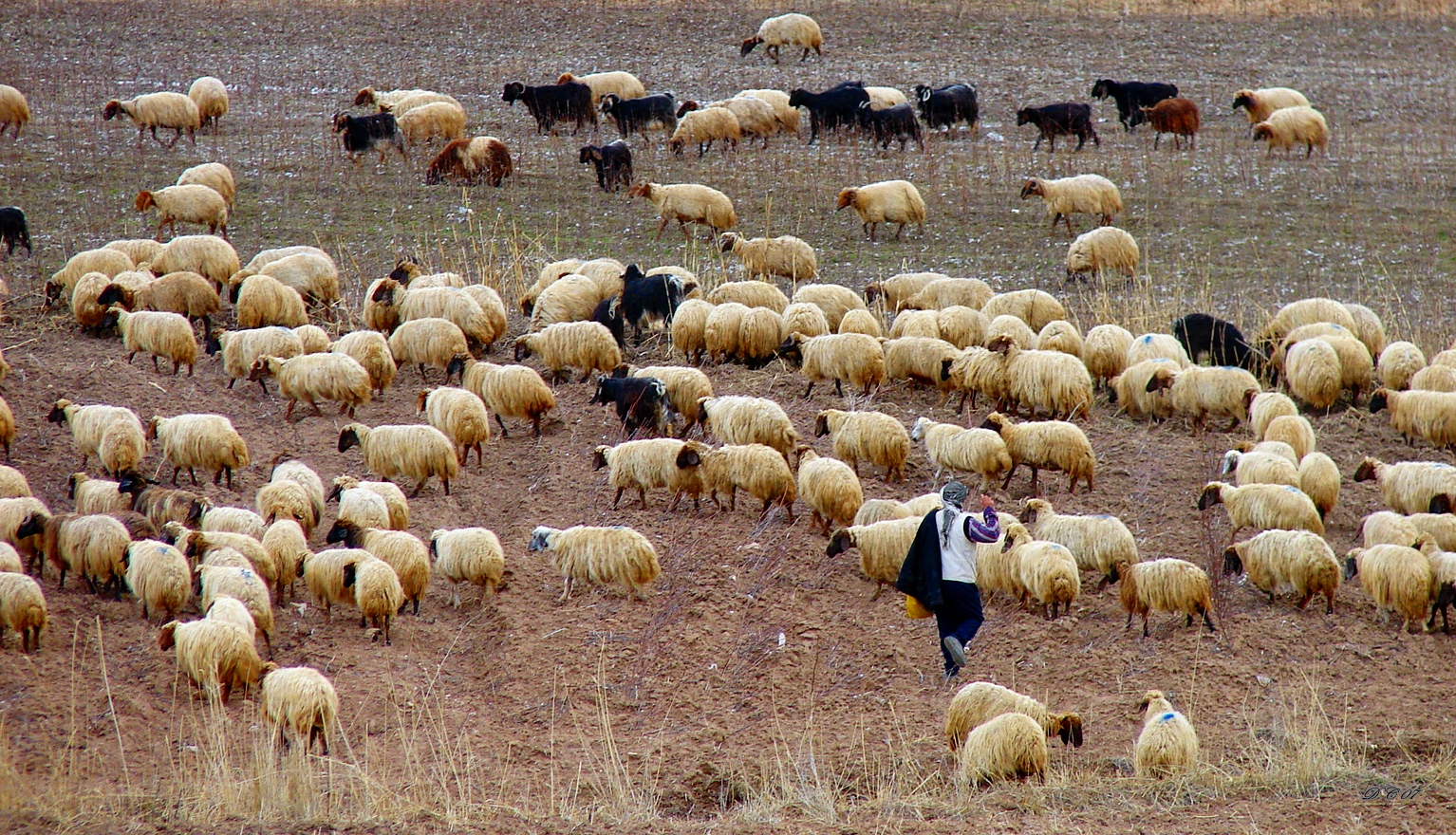
Ovejas de Turquía
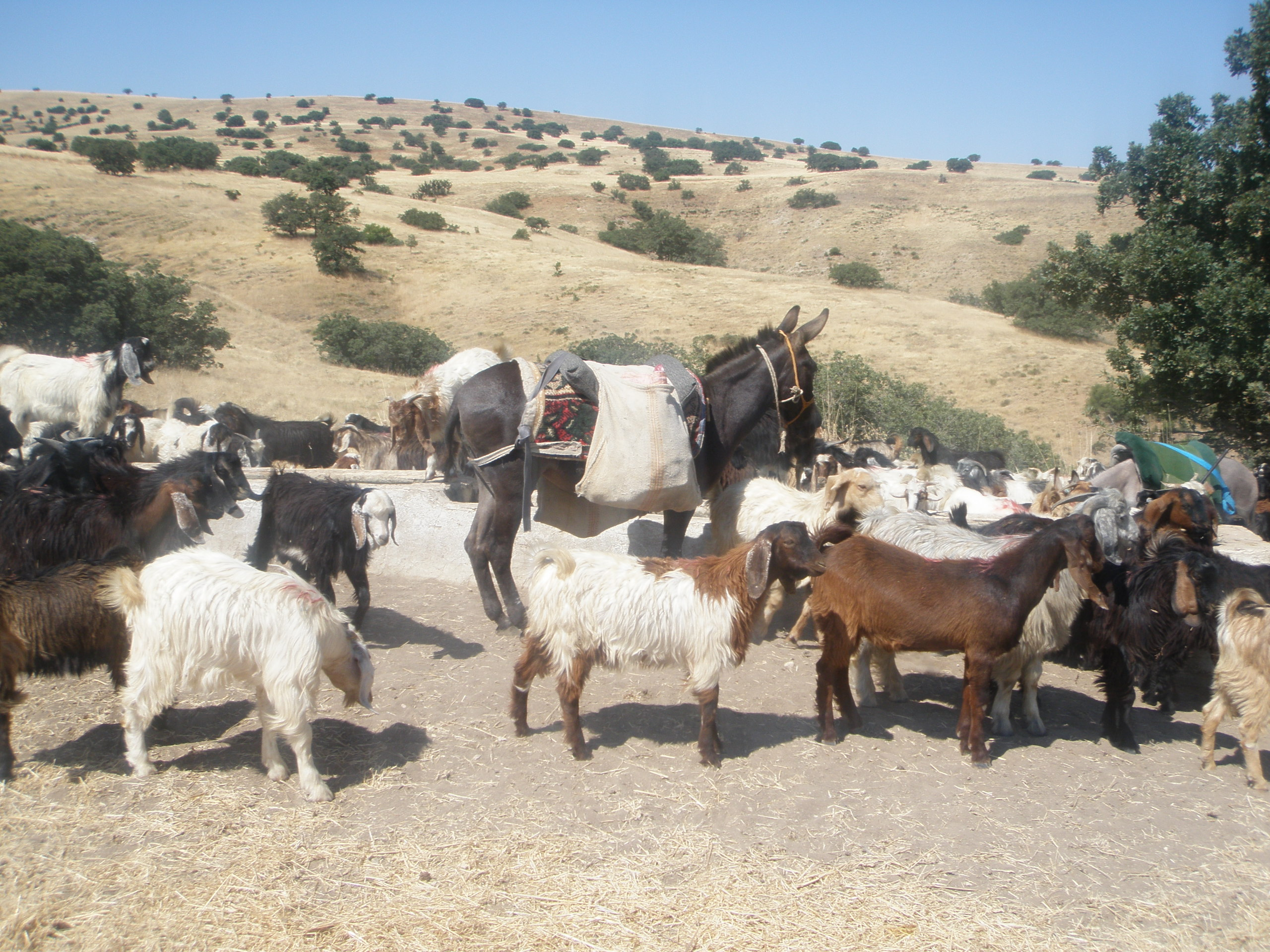
Cabras en Fadilli, Ankara

## Sector secundario

### Industria
El Banco Mundial enumera los principales países productores cada año, según el valor total de la producción. Según la lista de 2019, Turquía tenía la decimosexta industria más valiosa del mundo ($ 139,1 mil millones).
En 2019, Turquía fue el decimocuarto productor de  vehículos en el mundo (1,4 millones) y el octavo productor de acero (33,7 millones de toneladas). En 2018, el país fue el cuarto productor más grande del mundo aceite de girasol, el sexto productor mundial de aceite de oliva y aceite de algodón, el séptimo productor mundial de mantequilla y el décimo productor mundial de aceite de maíz. Fue el quinto productor mundial de lana en 2019.

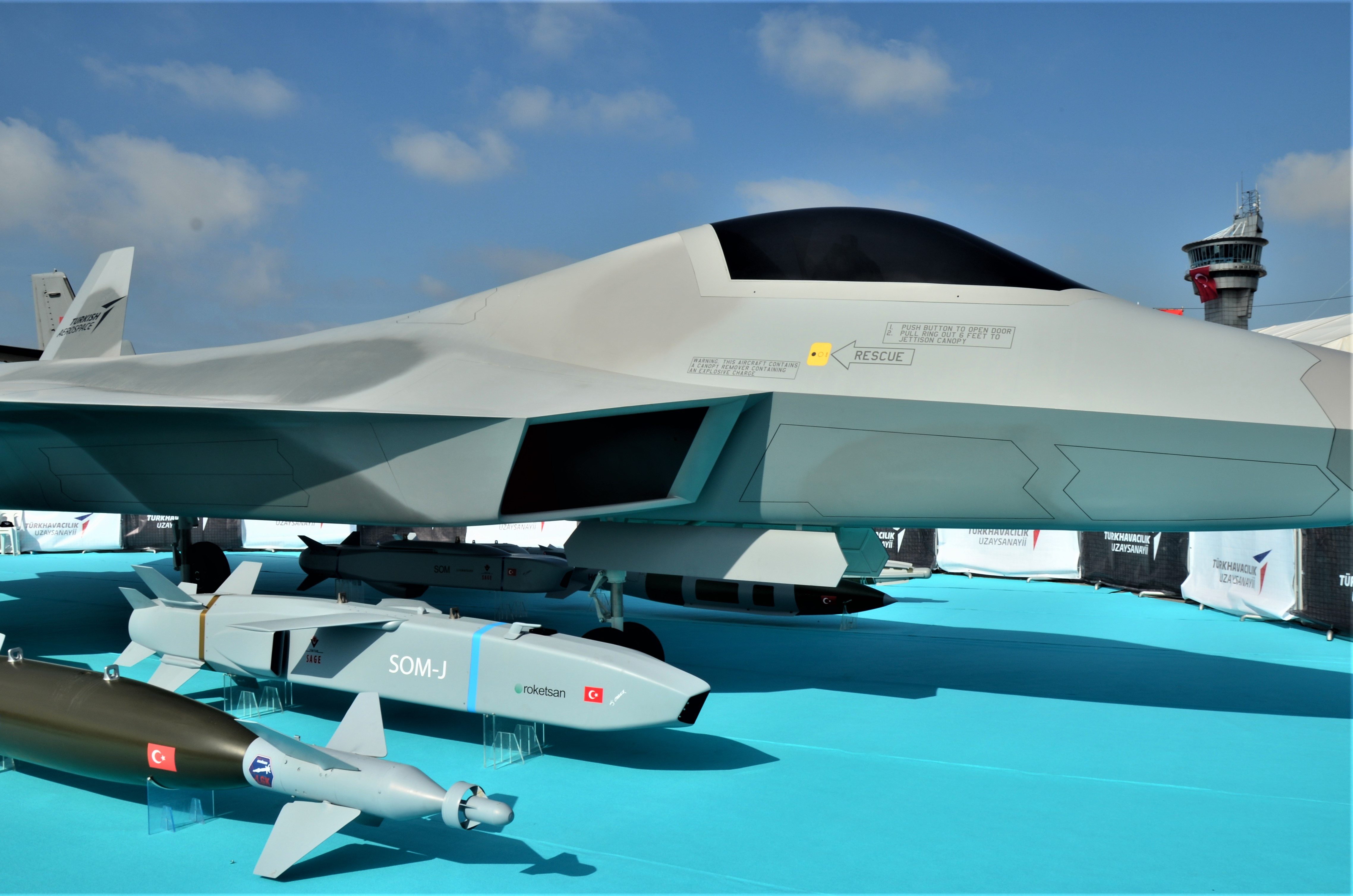
El misil de crucero SOM-J desarrollado por las empresas turcas TÜBİTAK SAGE y ROKETSAN está diseñado para caber en el compartimento interno de armas del F-35 y TAI TF-X .
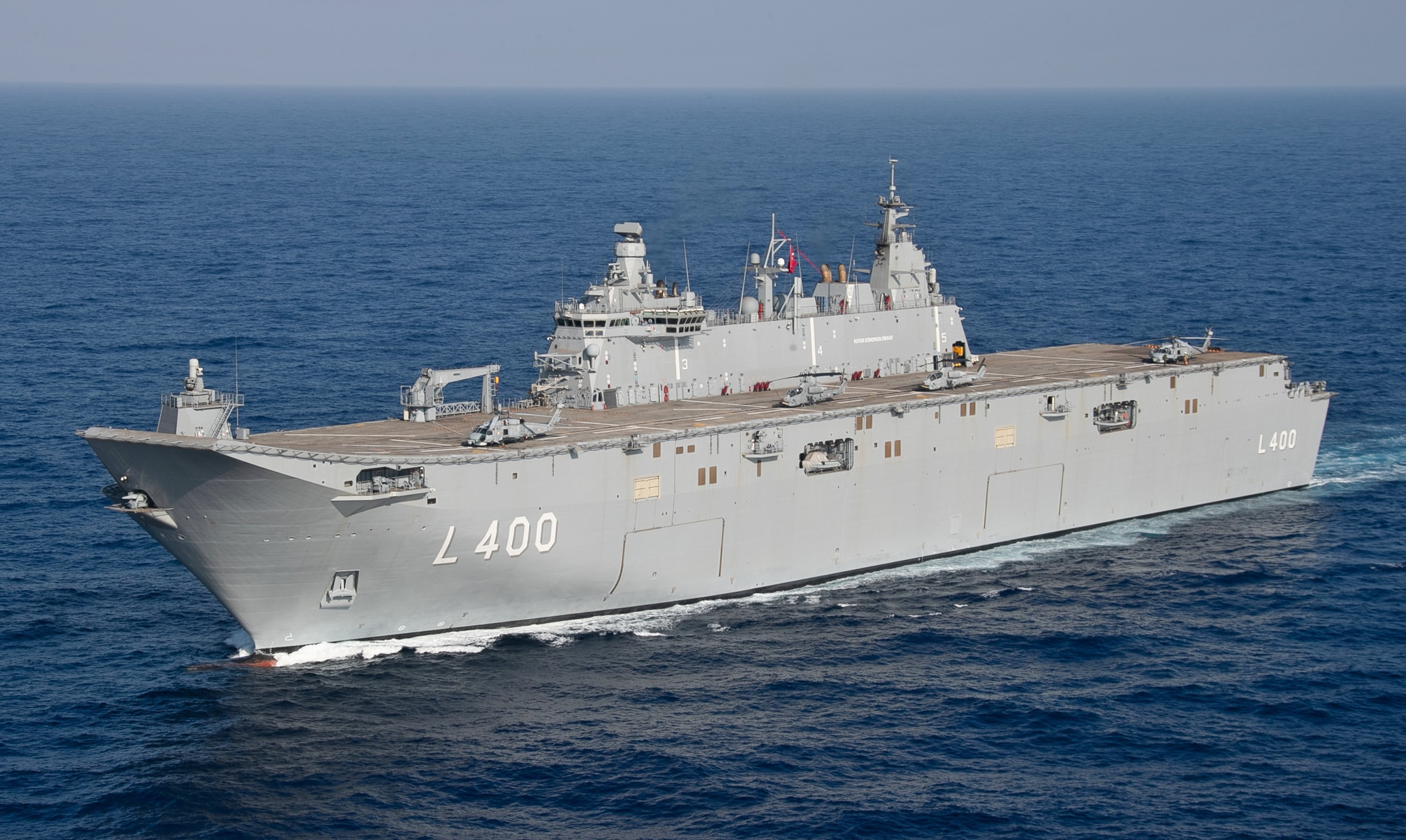
Buque de asalto anfibio TCG Anadolu (L-400) (portaaviones LHD y V / STOL) en el Astillero Sedef en Estambul.
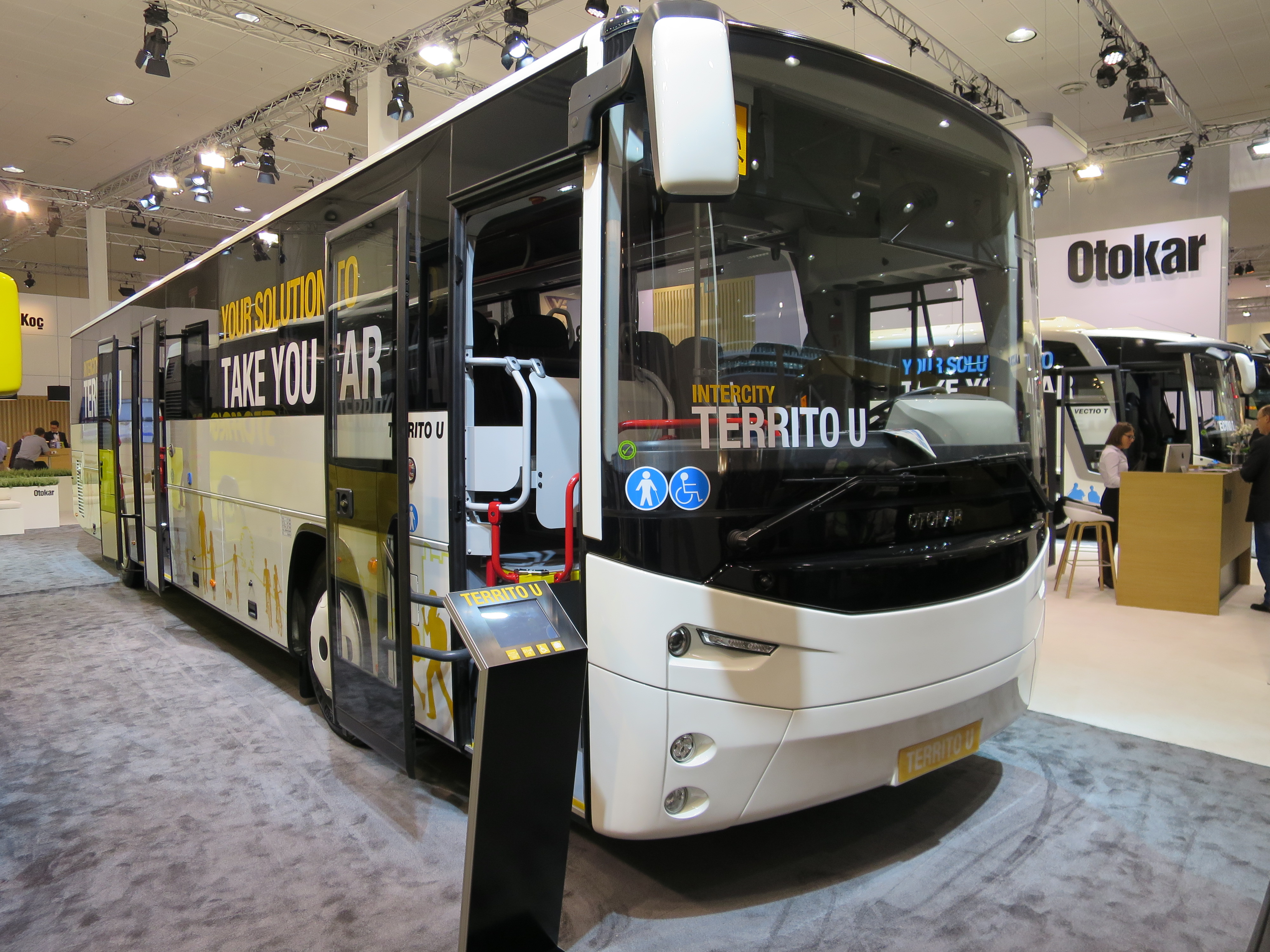
Las empresas de automoción turcas como TEMSA, Otokar y BMC se encuentran entre los mayores fabricantes de furgonetas, autobuses y camiones del mundo.
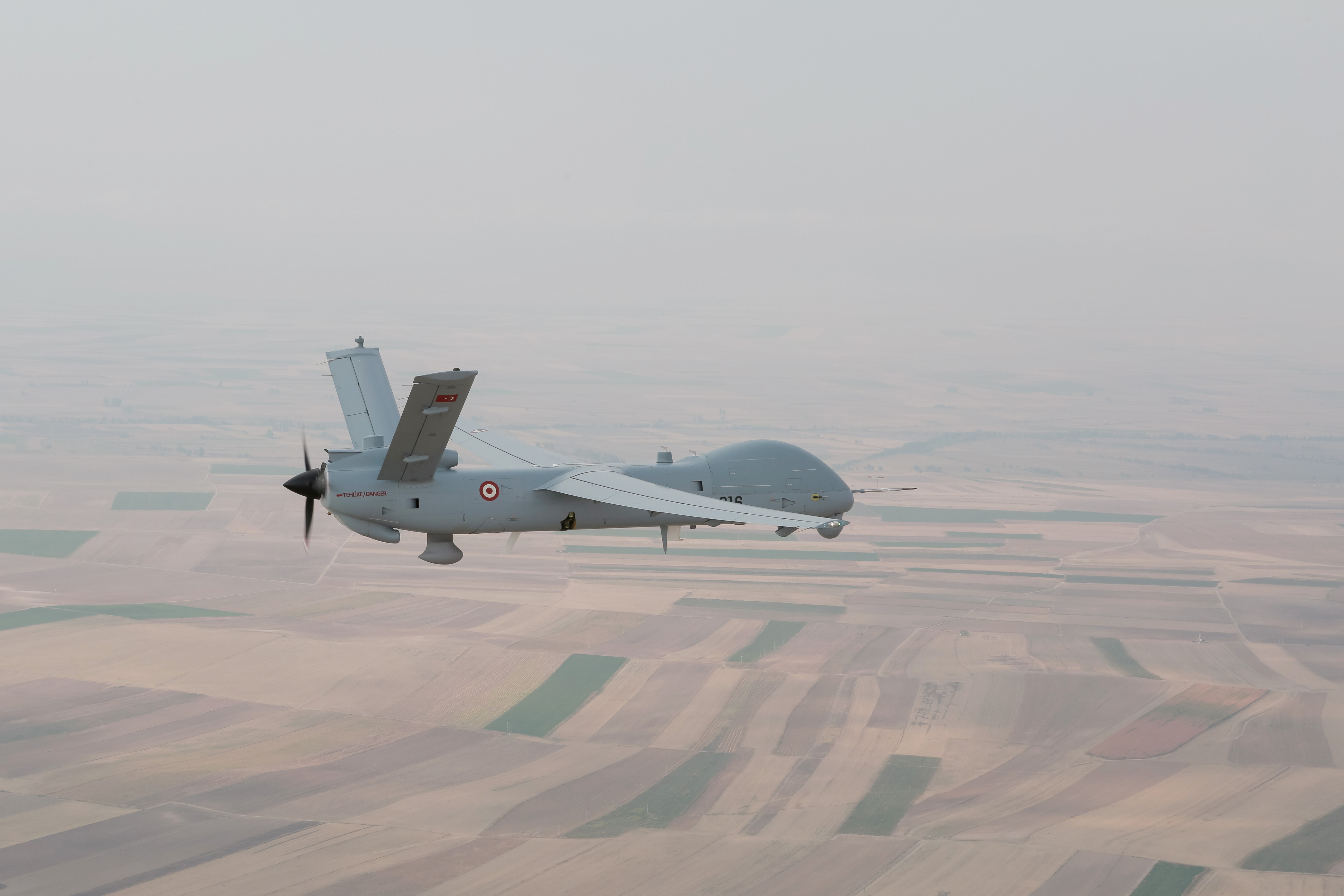
TAI Ankara Vehículos aéreo no tripulado desarrollado por la empresa turcas TAI

### Minería
Turquía tiene una producción mineral considerable. En 2019, el país fue el segundo productor mundial de cromo; el mayor productor mundial de boro; 6.º productor mundial de antimonio; 9º productor mundial de plomo; 13.º productor mundial de mineral de hierro; 11.º productor mundial de molibdeno; 4.º productor mundial de yeso; 15.º productor mundial de grafito; además de ser el undécimo productor mundial de  sal.

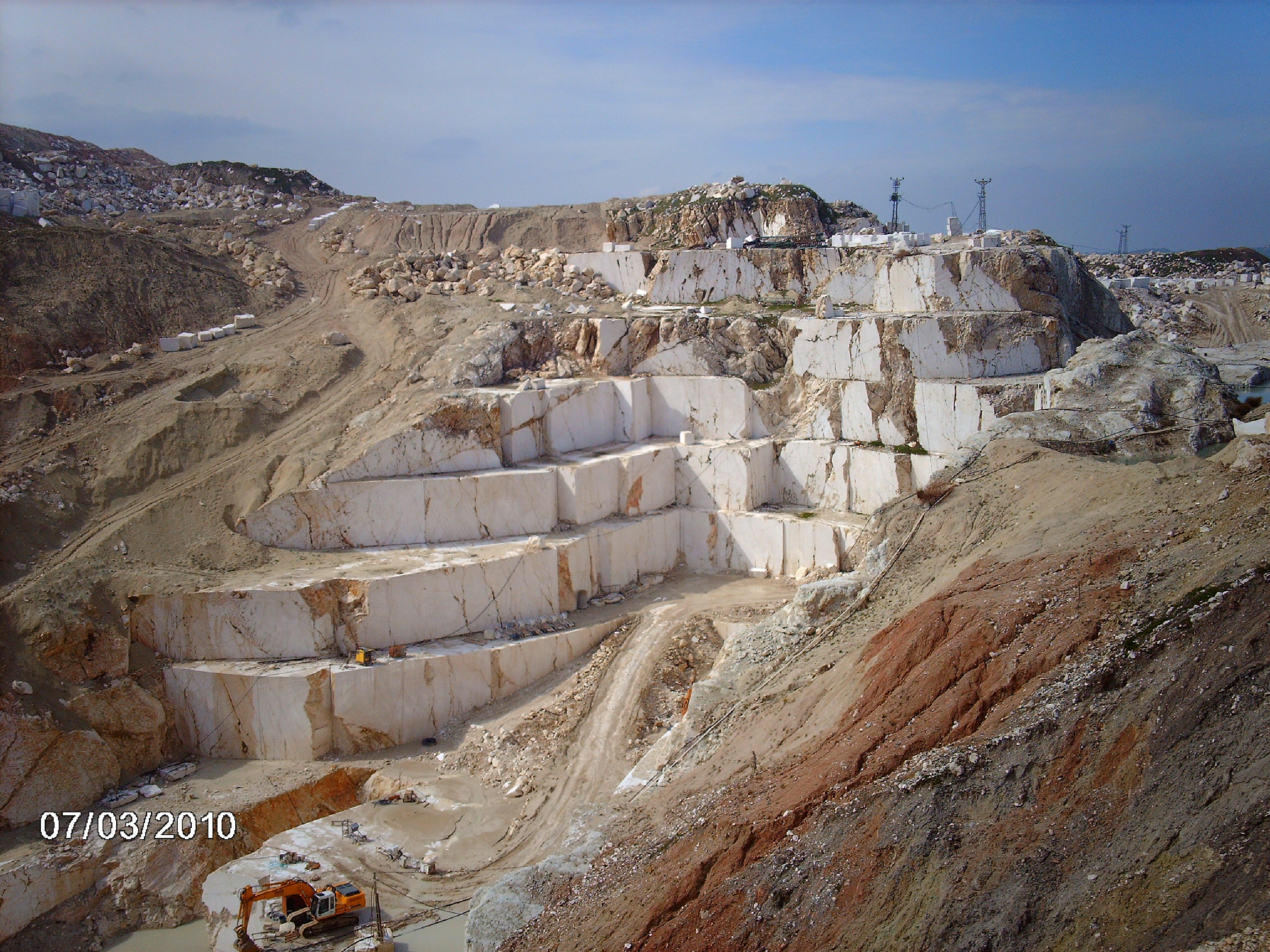
Mina de mármol turco
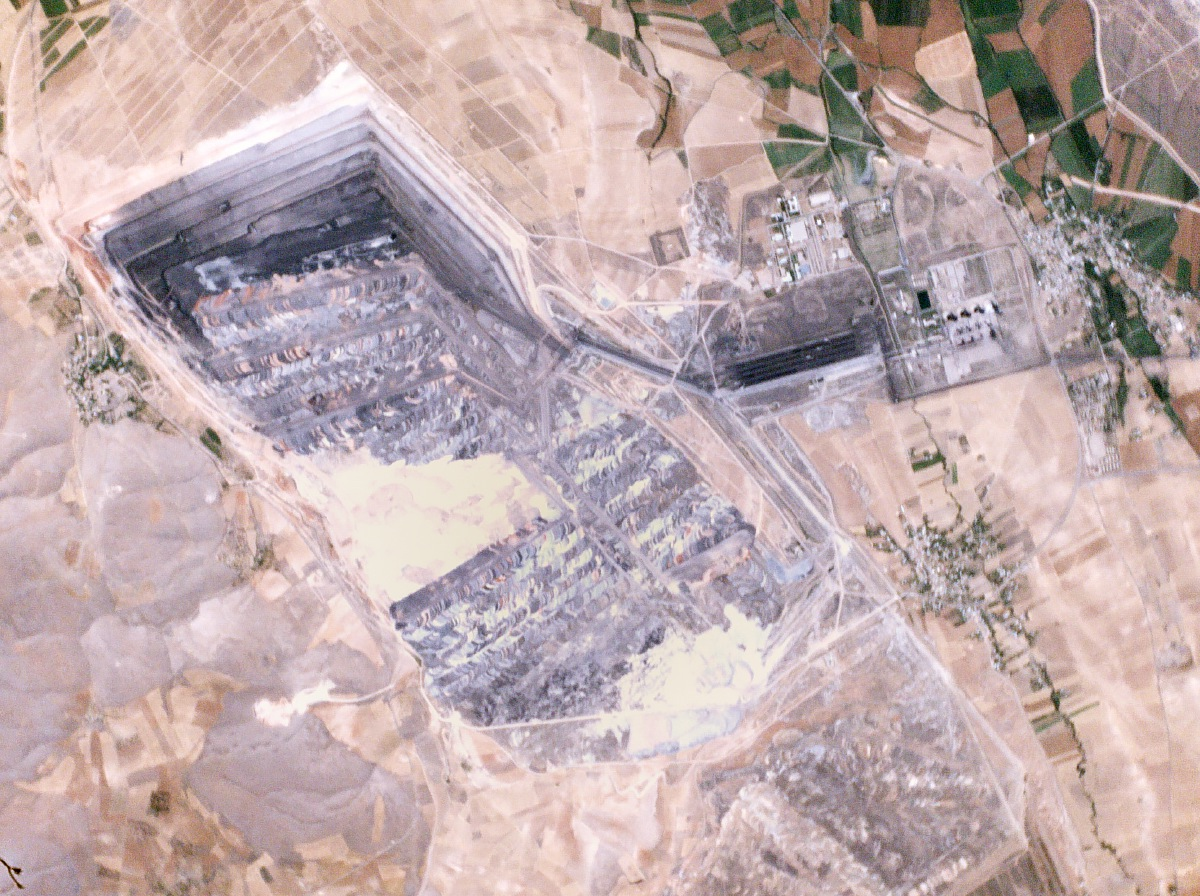
La minería del carbón en Turquía

### Energía
En energías no renovables, en 2020, el país fue el 49.º productor mundial de petróleo, extrayendo 61.700 barriles / día. En 2019, el país consumió 835 mil barriles / día (24° consumidor más grande del mundo). El país fue el 24º mayor importador de petróleo del mundo en 2013 (379,6 mil barriles / día). En 2015, Turquía fue el 73.er productor mundial de gas natural, con una producción casi nula. En 2017, el país fue el decimoquinto mayor consumidor de gas (51,7 mil millones de m³ por año) y fue el noveno mayor importador de gas del mundo en 2010: 38,4 mil millones de m³ por año. En la producción de carbón, el país fue el undécimo más grande del mundo en 2018: 99,8 millones de toneladas. Aun así, es el octavo importador de carbón más grande del mundo (38 millones de toneladas en 2018).
En energías renovables, en 2020, Turquía fue el decimotercer productor de energía eólica del mundo, con 8,8 GW de potencia instalada, y el decimosexto productor de energía solar del mundo, con 6, 6 GW de potencia instalada. En 2019 el país fue el noveno más grande del mundo en potencia instalada de energía hidroeléctrica: 28,5 GW.

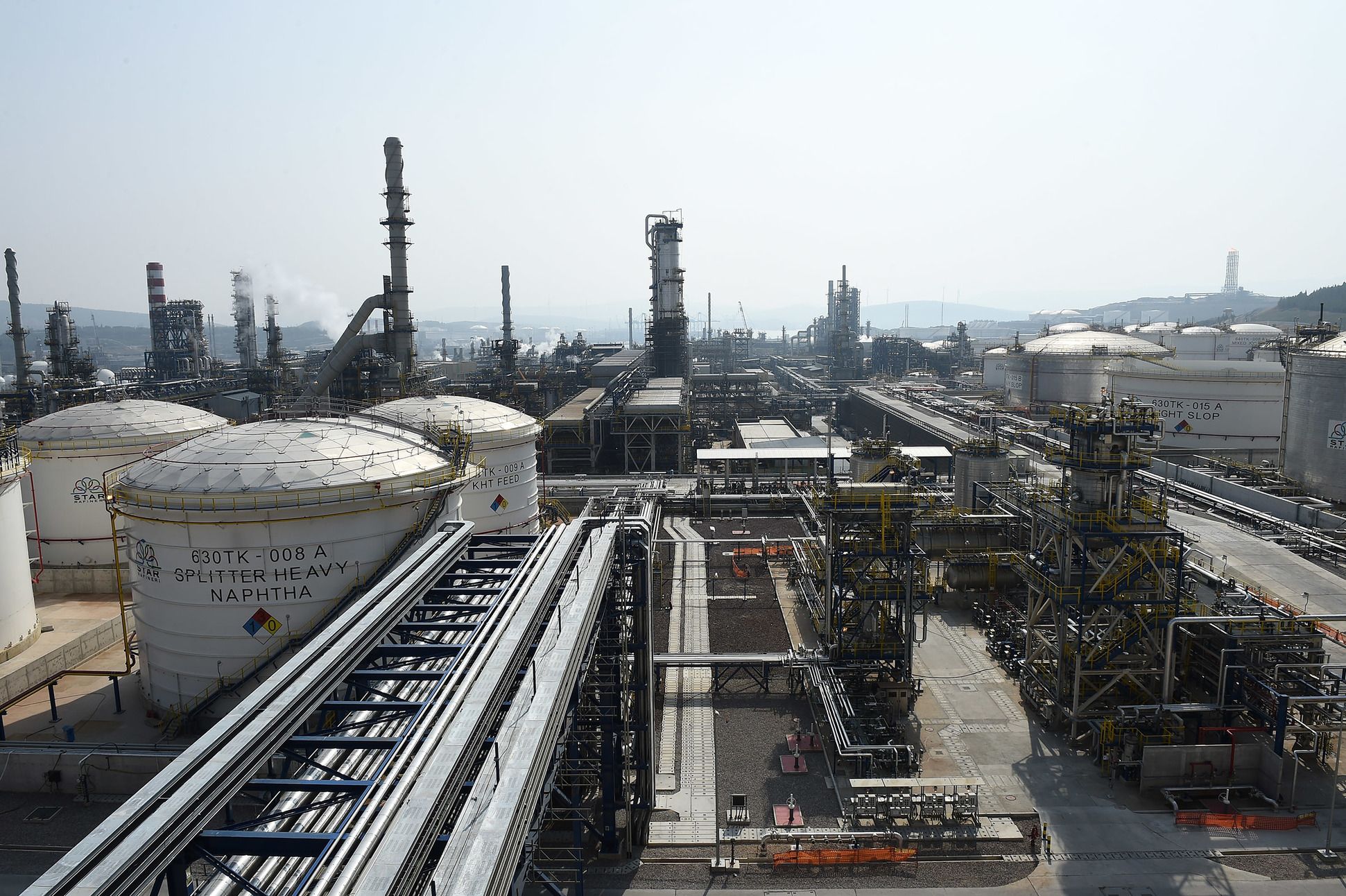
Refinería SOCAR Star Aegean en Izmir: la mayor parte del petróleo utilizado es de importación
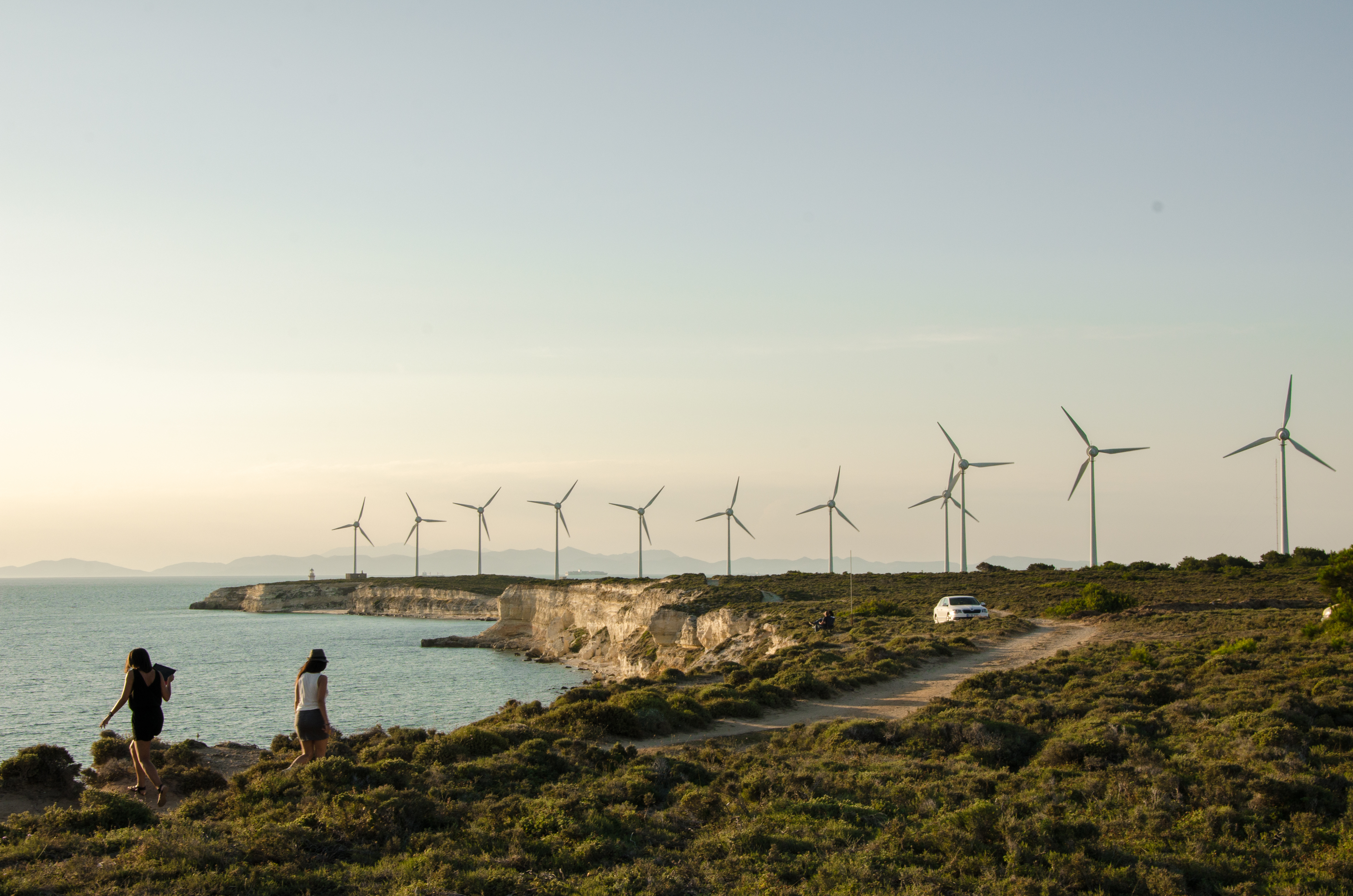
Parque eólico en la isla de Gökçeada, provincia de Çanakkale
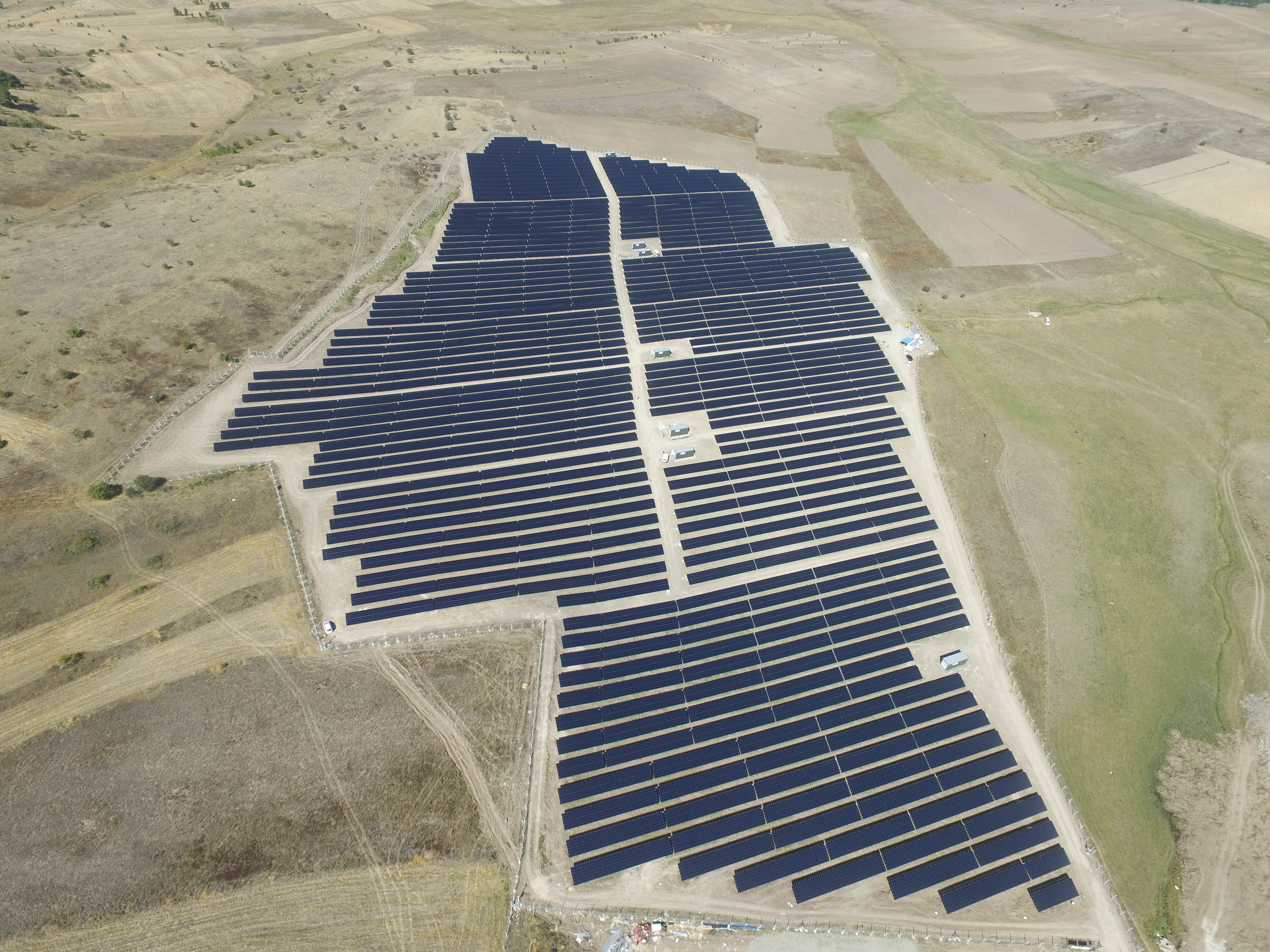
Parque de energía solar Karabuk

## Sector terciario

### Turismo
```
The Nether En 2018, Turquía fue el sexto país más visitado del mundo, con 45,7 millones de turistas internacionales. A pesar del volumen de personas, los ingresos por turismo este año no fueron tan altos como los de otros países: US $ 25,2 mil millones.
[
33
]
```

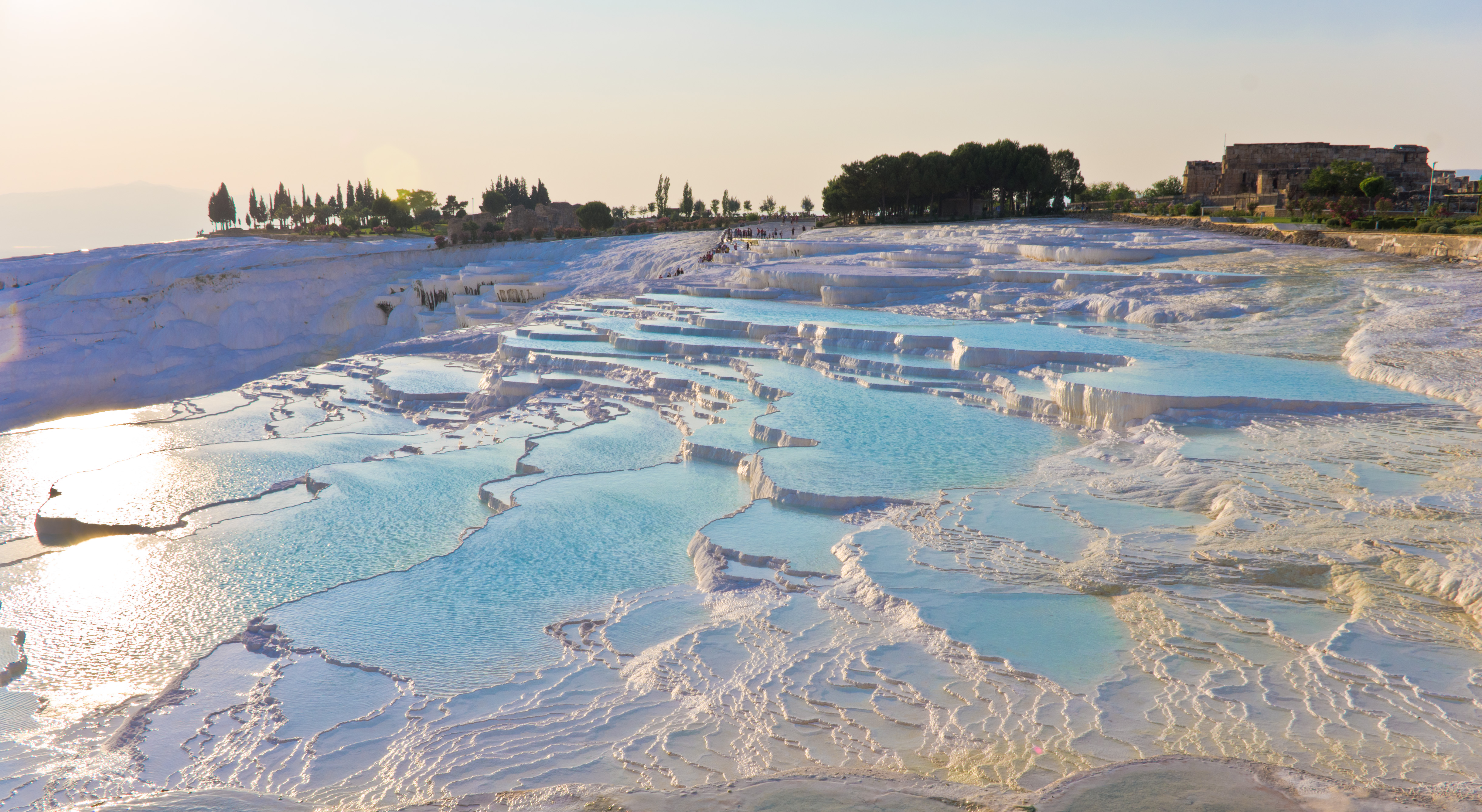
Pamukkale
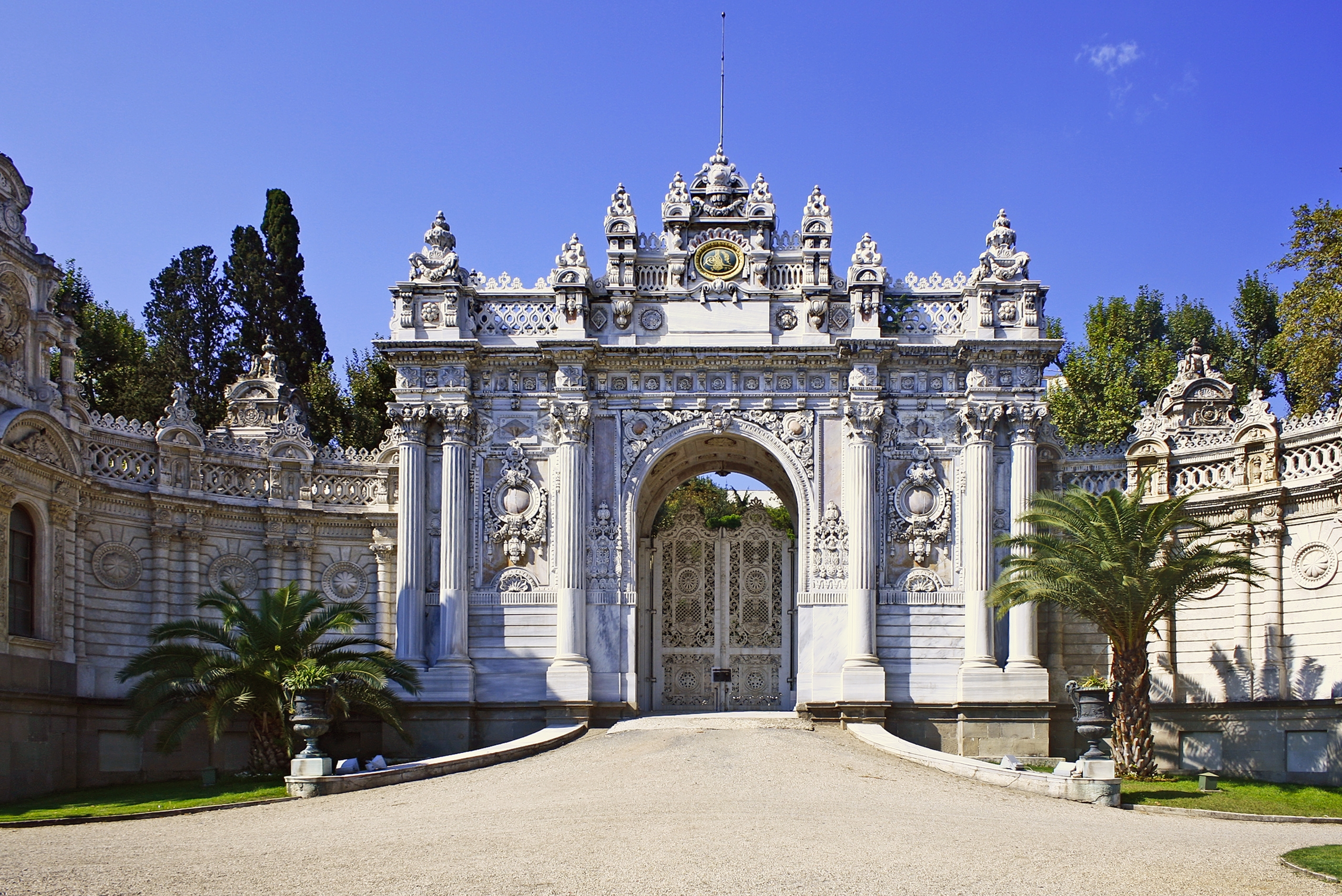
Palacio de Dolmabahce
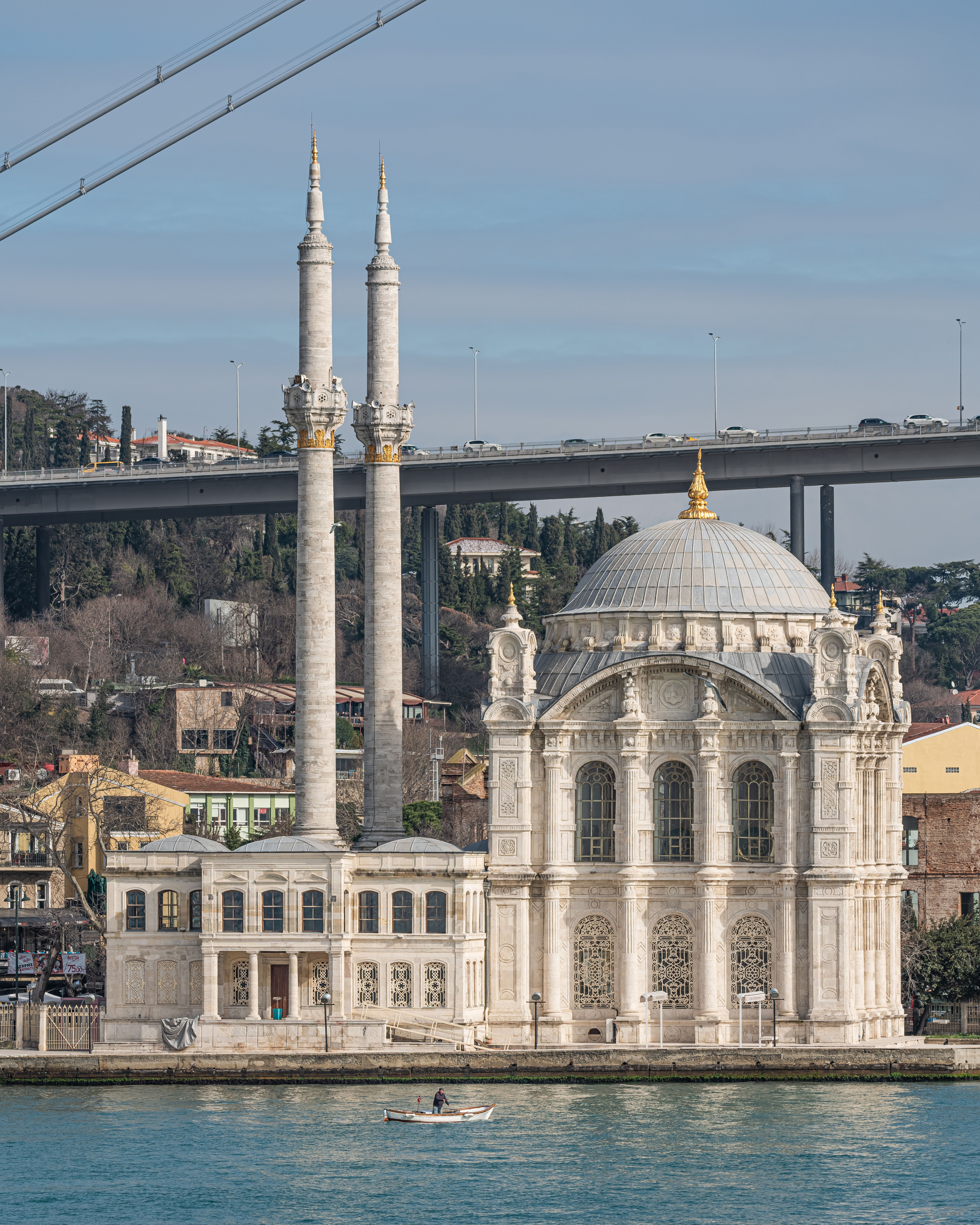
Mezquita de Ortaköy

## Relaciones exteriores

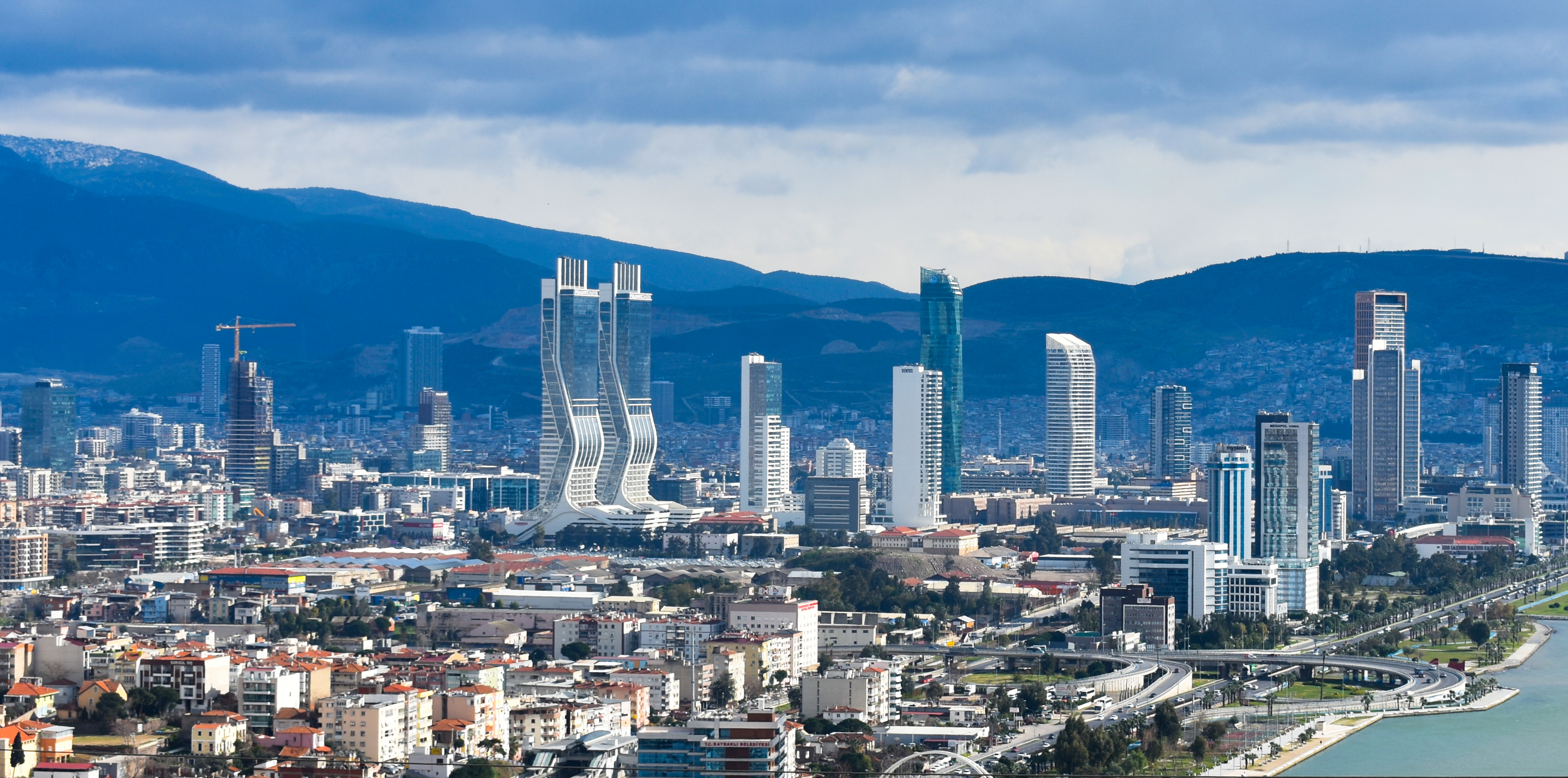
Esmirna es la tercera ciudad turca en población, después de Estambul y Ankara.

La UE y dentro de ella Alemania constituyen el principal socio comercial de Turquía.

## Trabajo
Cerca de 60 millones de personas conforman la población activa de Turquía, de los cuales 45% se dedica al sector primario, poco más del 30% en el sector de los servicios y más del 25% en la industria. Casi 2 millones de Turcos trabajan en el extranjero, principalmente en Alemania.

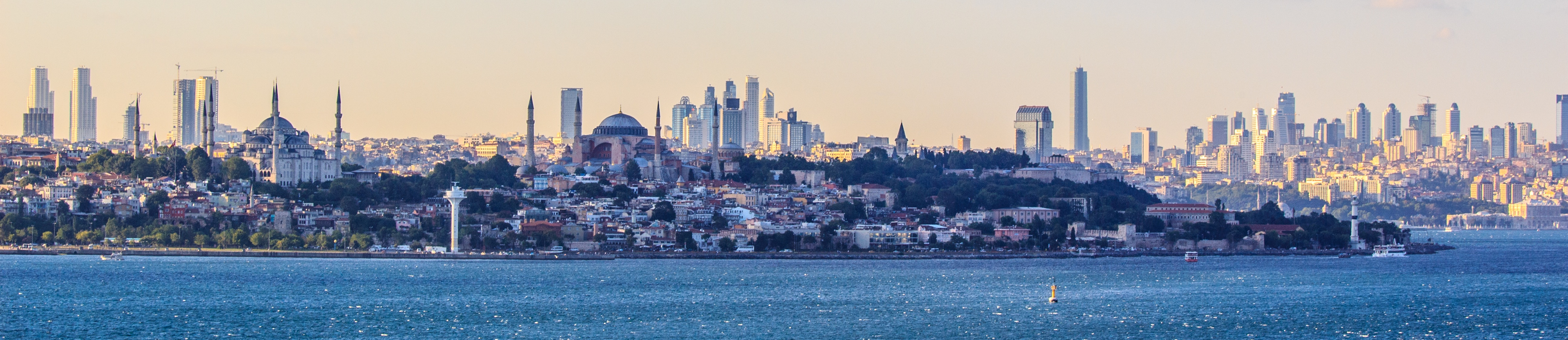
Panorámica de Estambul tomada en el

## Comercio exterior

### Importaciones
Se presenta a continuación una tabla con las mercaderías de mayor peso en las importaciones de Turquía para el periodo enero-junio de 2015. Las cifras expresadas son en dólares estadounidenses valor FOB.

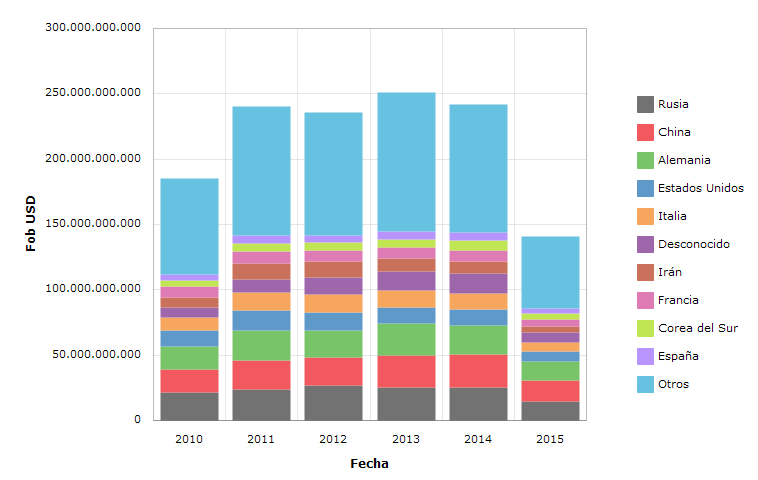
Importaciones de Turquía del periodo 2010-hasta octubre de 2015 expresadas en USD valor FOB. Fuente.

| Mercadería por capítulo arancelario | enero-junio de 2015 |
| --- | ------------------- |
| Combustibles minerales, aceites minerales y productos de su destilación; materias bituminosas; ceras minerales                                                                                  | 20.597.912.591      |
| Calderas, máquinas, aparatos y artefactos mecánicos; partes de estas máquinas o aparatos | 12.865.512.735      |
| Hierro y acero de fundición | 7.902.716.141       |
| Máquinas, aparatos y material eléctrico, y sus partes | 8.810.541.493       |
| Vehículos automóviles, tractores, velocípedos y demás vehículos terrestres, sus partes y accesorios                                                                                             | 8.469.482.033       |
| Plásticos y sus derivados | 6.234.524.861       |
| Perlas naturales o cultivadas, piedras preciosas o semipreciosas, metales preciosos, chapados de metal precioso (plaque) y manufacturas de estas materias; bisutería; monedas                   | 1.693.171.410       |
| Productos químicos inorgánicos | 2.491.702.401       |
| Medicamentos envasados | 2.078.838.370       |
| Instrumentos y aparatos de óptica, fotografía o cinematografía, de medida, control o precisión; instrumentos y aparatos medicoquirurgicos; partes y accesorios de estos instrumentos o aparatos | 2.342.322.334       |
| Demás capítulos | 33.100.102.927      |
| Total | 106.586.827.296     |

### Exportaciones
Se presentan a continuación los principales socios comerciales de Turquía para el periodo enero-junio de 2015. Si bien la mitad de sus importadores están en Europa, Turquía también le ha exportado a Estados Unidos, Irak, Irán, Rusia y Emirates Árabes Unidos. Las cifras expresadas son en dólares estadounidenses valor FOB.

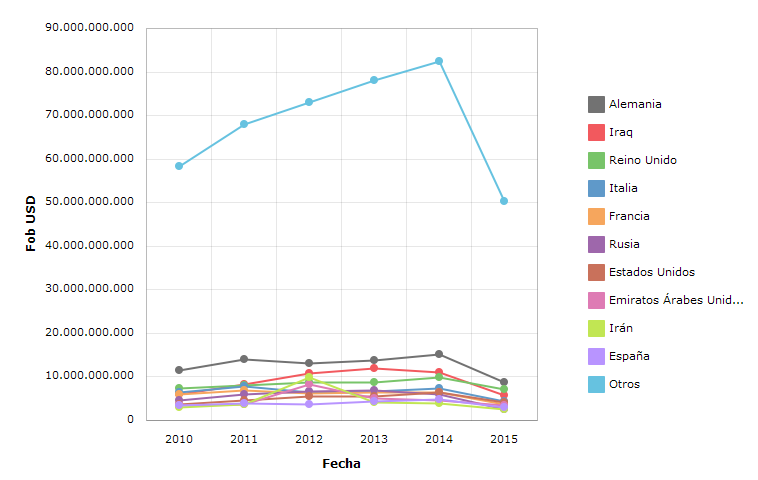
Exportaciones de Turquía del periodo 2010-hasta octubre de 2015 expresadas en USD valor FOB. [http://trade.nosis.com/es/Comex/Importacion-Exportacion/Turquía/Todas-las-posiciones-arancelarias/TR/00 Fuente

| País importador        | enero-junio de 2015 |
| ---------------------- | ------------------- |
| Alemania               | 6.508.936.529       |
| Irak                   | 4.471.996.621       |
| Reino Unido            | 5.383.656.356       |
| Italia                 | 3.325.491.518       |
| Francia                | 2.856.664.879       |
| Rusia                  | 1.840.410.707       |
| Estados Unidos         | 3.106.194.651       |
| Emiratos Árabes Unidos | 2.860.868.575       |
| Irán                   | 1.897.562.736       |
| España                 | 2.296.494.576       |
| Resto del mundo        | 38.897.227.111      |
| Total                  | 73.445.504.259      |